# Motoskopie
Mit der Motoskopie werden bei der Motodiagnostik motorische Bewegungsmerkmale aufgrund von Beobachtungen erfasst; es werden sowohl allgemeine Bewegungssituationen (Förderdiagnostik) als auch standardisierte Situationen beurteilt.
Der Vorteil dieser Methode besteht darin, dass das Kind in seiner ganzen Person zum Mittelpunkt der Beobachtung gemacht wird. Daher können nicht nur negative Auffälligkeiten (Schwächen und Störungen), sondern auch positive Merkmale (Stärken, Vorlieben, Talente) registriert werden.